# Disphyma dunsdonii
Disphyma dunsdonii är en isörtsväxtart som beskrevs av L. Bol. Disphyma dunsdonii ingår i släktet Disphyma och familjen isörtsväxter. Inga underarter finns listade i Catalogue of Life.